# Collide (singel Leony Lewis)
"Collide" – singel brytyjskiej piosenkarki Leony Lewis i szwedzkiego DJ-a Avicii. Utwór został wydany 22 sierpnia 2011 roku w Australii, a w Wielkiej Brytanii 2 września. Twórcami tekstu są Arash Pournouri, Autumn Rowe, Sandy Wilhelm, Simon Jeffes i Tim Berg, a producentami Naughty Boy, Fraser T Smith, Chris Loco, Orlando "Jalil Beats" Tucker.

## Informacje o singlu
Singel miał swoją premierę w BBC Radio 1 15 lipca 2012 roku, jednak do sprzedaży został udostępniony ponad miesiąc później. Utwór miał być pierwszym singlem promującym trzecią płytę Brytyjki "Glassheart", jednak ze względu na konflikt związany z prawami autorskimi utwór nie znalazł się na płycie Aviciiego, a na albumie Lewis ukazał się jedynie remix piosenki, którego autorem jest Afrojack. Remix ten został nominowany do Nagrody Grammy 2012 w kategorii najlepsze zremiksowane nagranie.

## Teledysk
Reżyserem teledysku jest Ethan Ladder. Klip był nagrywany na plaży w Malibu w Kalifornii. Teledysk przedstawia wokalistkę ubraną w biustonosz i krótkie szorty, leżącą na piasku, a następnie tańczącą w kabriolecie. Inne sceny ukazują np. piosenkarkę stojącą na plaży w czasie przypływu, a także siedzącą z kilkoma osobami przy ognisku. Ostatnia ze scen była kręcona nocą, a światło ognia jest koloru blado-czerwonego.

## Format wydania
Digital Extended Play (EP)
1. "Collide" (Radio Edit) – 3:59
2. "Collide" (Extended Version) – 6:47
3. "Collide" (Afrojack Remix) – 5:53
4. "Collide" (Alex Gaudino & Jason Rooney Remix) – 7:37
5. "Collide" (Cahill Remix) – 6:18

## Pozycje na listach
| Lista                                       | Najwyższa pozycja |
| ------------------------------------------- | ----------------- |
| Austria (Ö3 Austria Top 40)                 | 29                |
| Belgia (Dance) (Ultratop 50)                | 6                 |
| Belgia (Singles) (Ultratip)                 | 13                |
| Irlandia (IRMA)                             | 3                 |
| Szkocja (Official Charts Company)           | 4                 |
| Słowacja (Rádio Top 100 Oficiálna)          | 89                |
| Stany Zjednoczone (US Hot Dance Club Songs) | 1                 |
| Wielka Brytania (UK Singles Chart)          | 4                 |